# Superrevision

Instanzenzüge der Fachgerichtsbarkeit in Deutschland

Superrevision ist ein juristisches Schlagwort, das die Verlängerung des Rechtswegs über die letztinstanzlichen Entscheidungen der obersten Fachgerichte hinaus bezeichnet. Ein solches Rechtsmittel gibt es in der deutschen Gerichtsorganisation nicht. Der US Supreme Court ist eine Superrevisionsinstanz in dem Sinne, dass bei ihm sämtliche Urteile der Bundesgerichte und der gliedstaatlichen Gerichte angefochten werden können, sofern Letztere mit dem Bundesrecht zu tun haben.

## Verfassungsgerichtsbarkeit
Die Grundrechte binden außer der Gesetzgebung und der vollziehenden Gewalt auch die Rechtsprechung als unmittelbar geltendes Recht (Art. 1 Abs. 3 GG).
Die Zivil- und Verwaltungsgerichte haben deshalb bei der Auslegung und Anwendung von einfachem Recht den grundgesetzlichen Wertmaßstäben Rechnung zu tragen. Verfehlt ein Gericht diese Maßstäbe, so verletzt es als Träger öffentlicher Gewalt die außer Acht gelassenen Grundrechtsnormen (Art. 19 Abs. 4 Satz 1 und 2 GG); sein Urteil muss auf eine Urteilsverfassungsbeschwerde hin vom Bundesverfassungsgericht aufgehoben werden.
Die Verfassungsbeschwerde ist jedoch keine Erweiterung des fachgerichtlichen Instanzenzuges für das Verfahren vor den ordentlichen Gerichten oder Verwaltungsgerichten, sondern es handelt sich um einen außerordentlichen Rechtsbehelf, in dem nur die Verletzung spezifischen Verfassungsrechts geprüft wird. Sie ist dem Einzelnen als besonderes Rechtsschutzmittel zur prozessualen Durchsetzung seiner Grundrechte oder der diesen gleichgestellten Rechte gewährt (Art. 94 Abs. 1 Nr. 4a GG).
Das Verfassungsgericht hat deshalb nur zu prüfen, ob das Fachgericht die Reichweite und Wirkkraft der Grundrechte zutreffend beurteilt hat. Daraus ergibt sich aber zugleich die Begrenzung der Nachprüfung: es ist nicht Sache des Verfassungsgerichts, Urteile der Fachrichter in vollem Umfange auf Rechtsfehler zu prüfen; das Verfassungsgericht hat lediglich die „Ausstrahlungswirkung“ der Grundrechte auf das im Urteil angewendete einfache Recht zu beurteilen und den Wertgehalt des Verfassungsrechtssatzes auch hier zur Geltung zu bringen. Sinn des Instituts der Verfassungsbeschwerde ist es, dass alle Akte der gesetzgebenden, vollziehenden und richterlichen Gewalt auf ihre „Grundrechtmäßigkeit“ nachprüfbar sein sollen (§ 90 BVerfGG). Das Bundesverfassungsgericht ist aber nicht berufen, als Revisions- oder gar „Superrevisions“-Instanz gegenüber den Fachgerichten tätig zu werden.
Es würde dem Sinn der Verfassungsbeschwerde und der besonderen Aufgabe des Bundesverfassungsgerichts nicht gerecht werden, wollte dieses ähnlich wie eine Revisionsinstanz die unbeschränkte rechtliche Nachprüfung von gerichtlichen Entscheidungen um deswillen in Anspruch nehmen. Die Gestaltung des Verfahrens, die Feststellung und Würdigung des Tatbestandes, die Auslegung des einfachen Rechts und seine Anwendung auf den einzelnen Fall sind allein Sache der dafür allgemein zuständigen Gerichte und der Nachprüfung durch das Bundesverfassungsgericht entzogen. Nur bei einer Verletzung von spezifischem Verfassungsrecht durch die Gerichte kann das Bundesverfassungsgericht auf Verfassungsbeschwerde hin eingreifen (Heck’sche Formel). Spezifisches Verfassungsrecht ist aber nicht schon dann verletzt, wenn eine Entscheidung, am einfachen Recht gemessen, objektiv fehlerhaft ist. Der Fehler muss gerade in der Nichtbeachtung von Grundrechten liegen.
Dem Bundesverfassungsgericht obliegt keine umfassende Kontrolle der fachgerichtlichen Auslegung und Anwendung des einfachen Rechts. Es greift nur ein, wenn übersehen worden ist, dass bei Auslegung und Anwendung der jeweils in Rede stehenden Vorschriften überhaupt Grundrechte zu beachten waren, wenn Bedeutung und Tragweite von Grundrechten, einschließlich des Gewichts grundrechtlicher Belange, verkannt worden sind oder eine Entscheidung auf sachfremden und damit objektiv willkürlichen Gründen beruht.

## Fachgerichtsbarkeit
Ebenso wenig wurde durch die Bildung des Gemeinsamen Senats der obersten Gerichtshöfe des Bundes der fachgerichtliche Rechtsweg um eine weitere Instanz verlängert. Der Gemeinsame Senat soll nicht anstelle des erkennenden obersten Gerichtshofs den gesamten Prozess erledigen; er entscheidet nur über die strittige Rechtsfrage (§ 15 Abs. 1 Satz 1 RsprEinhG) und damit nur insoweit, als es im Einzelfall für die Beseitigung der Divergenz in der Rechtsprechung der obersten Gerichtshöfe erforderlich ist.